# Baramella quadrispina
Baramella quadrispina is een hooiwagen uit de familie Podoctidae. De wetenschappelijke naam van Baramella quadrispina gaat terug op Roewer.